# Sigurðar þáttr slefu
Sigurðar þáttr slefu també þáttur af Sigurði konungi slefu i Sigurðar þáttr slefu Gunnhildarsonar (o La història de Sigurd Sleva, fill de Gunnhildr) és una història curta islandesa (þáttr) escrita cap al segle xiv i compilada en Flateyjarbók.
Tracta sobre la figura de Sigurd Sleva, fill de Eirík I i la seva consort Gunnhildr. Es conserva a l'Institut Árni Magnússon de Reykjavík classificat com a pergamí AM 329 4t. El relat té coincidències amb el capítol XIV de Haralds saga gráfeldar de Heimskringla i Þórðar saga hreðo.